# NGC 1539
NGC 1539 ist eine kompakte elliptische Galaxie vom Hubble-Typ E im Sternbild Stier am Nordsternhimmel. Sie ist schätzungsweise 250 Millionen Lichtjahre von der Milchstraße entfernt.
Das Objekt wurde am 6. September 1834 von John Herschel entdeckt. Es kann sich auch um ein verlorenes Objekt handeln oder nicht vorhandenes Objekt sein.